# Sony Interactive Entertainment
Pour les articles homonymes, voir Sony (homonymie).
Sony Interactive Entertainment (ソニー・インタラクティブエンターテインメント) est une filiale du conglomérat japonais Sony, spécialisée dans l'industrie vidéoludique et basée à San Mateo, en Californie. La compagnie développe, produit et commercialise des consoles de jeu et des jeux vidéo. Le succès de la gamme PlayStation en fait l'un des principaux acteurs du marché.
La société est fondée en 1993 sous le nom de Sony Computer Entertainment, Inc. (SCEI). Elle prend son nom actuel le 1er avril 2016.

## Histoire
Sony se lance dans le marché du jeu vidéo en créant CSG Imagesoft, une filiale de CBS/Sony Group (CSG), en janvier 1989. Basée à Los Angeles, la société édite des jeux vidéo pour la console Nintendo Entertainment System.
La division nord-américaine Sony Electronic Publishing est fondée en avril 1991. CSG Imagesoft est alors renommée Sony Imagesoft et édite des jeux pour la Game Boy et la Super Nintendo[réf. nécessaire].
Le 20 mai 1992, Sony et Sega annoncent un partenariat pour la création de jeux MegaDrive, GameGear et Mega CD.
Sony Computer Entertainment (株式会社ソニー・コンピュータエンタテインメント) est créé en 1993 en tant que filiale de Sony Music Entertainment Japan.
En juillet 1995, Sony Electronic Publishing et Sony Imagesoft deviennent Sony Computer Entertainment of America.
Ken Kutaragi, considéré comme le créateur de la PlayStation, a présidé la compagnie jusqu'en 2007. Kaz Hirai lui a succédé pendant quatre années mais c'est actuellement Andrew House qui préside cette branche du groupe Sony. SCEI est divisé en plusieurs filiales couvrant les principaux marchés : l'Asie avec SCE Japan et SCE Korea, l'Amérique du Nord avec SCE America, l'Europe et l'Océanie avec SCE Europe.
Le 1er avril 2016, Sony Computer Entertainment et Sony Network Entertainment fusionnent et deviennent Sony Interactive Entertainment. L'entité nouvellement créée est basée à San Mateo, en Californie, et représente l'unité entière PlayStation, les filiales régionales, et les opérations de contenu.
En mars 2021, SIE annonce l’acquisition du Evolution Championship Series avec l’appui de la structure RTS.
En mai 2021, SIE annonce un partenariat avec Discord pour intégrer l'application aux services PlayStation. L'intégration devrait se réaliser début 2022. À cette occasion, SIE devient actionnaire minoritaire de Discord.
Le 31 janvier 2022, Sony rachète le studio de jeux vidéo Bungie pour 3,6 milliards de dollars. Celui-ci n'intègre pas les PlayStation Studios, agissant plutôt comme un studio multi-plateforme au sein de PlayStation.
Le 30 septembre 2024, SIE confirme dans son rapport d'entreprise 2024 l'usage d'IA et de machine learning dans le développement de ses jeux, à la fois pour « aider les créateurs à maximiser la valeur de leur propriété intellectuelle de manière efficace et de haute qualité » et pour fournir des éléments de propriété intellectuelle « rapidement et à faible coût à un plus grand nombre de fans ». Ce même rapport indique l'utilisation de ces technologies dans des précédentes productions comme pour Marvel's Spider-Man 2,,.

## Consoles de salon

### PlayStation

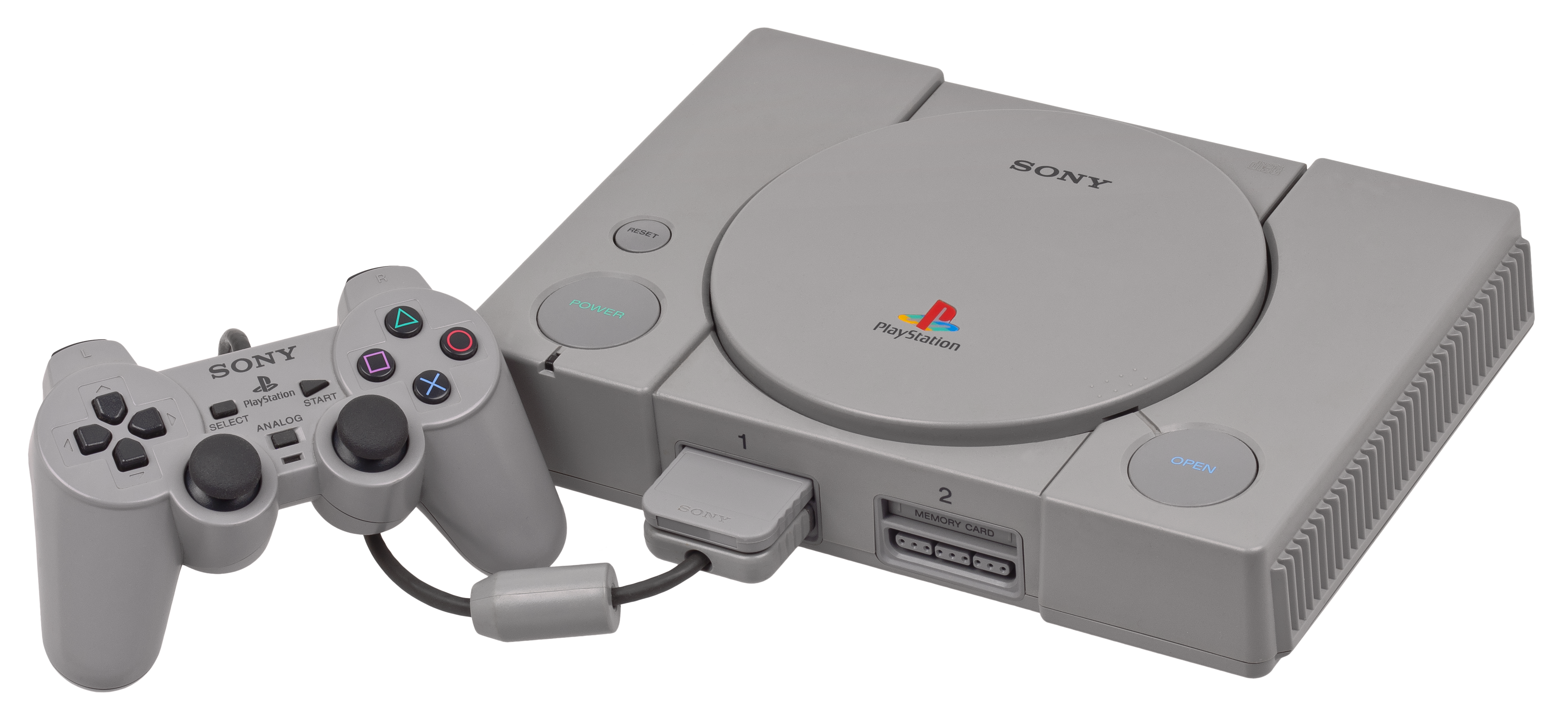
La console PlayStation.

La PlayStation est la première console de la Sony Computer Entertainment. Lancée en 1994 au Japon et en 1995 en Amérique du Nord et en Europe, cette console de cinquième génération s'est imposé sur le marché devant ses principales concurrentes de Nintendo et de Sega. Avec plus de 100 millions d'unités produites, c'est l'un des plus importants succès de l'histoire des consoles de jeux vidéo. La PlayStation, qui utilise le format CD-ROM, a participé à la généralisation de la 3D dans les jeux vidéo et à la démocratisation de ce loisir. Une version relookée de la console, la PSone, est sortie en 2000.

### PlayStation 2

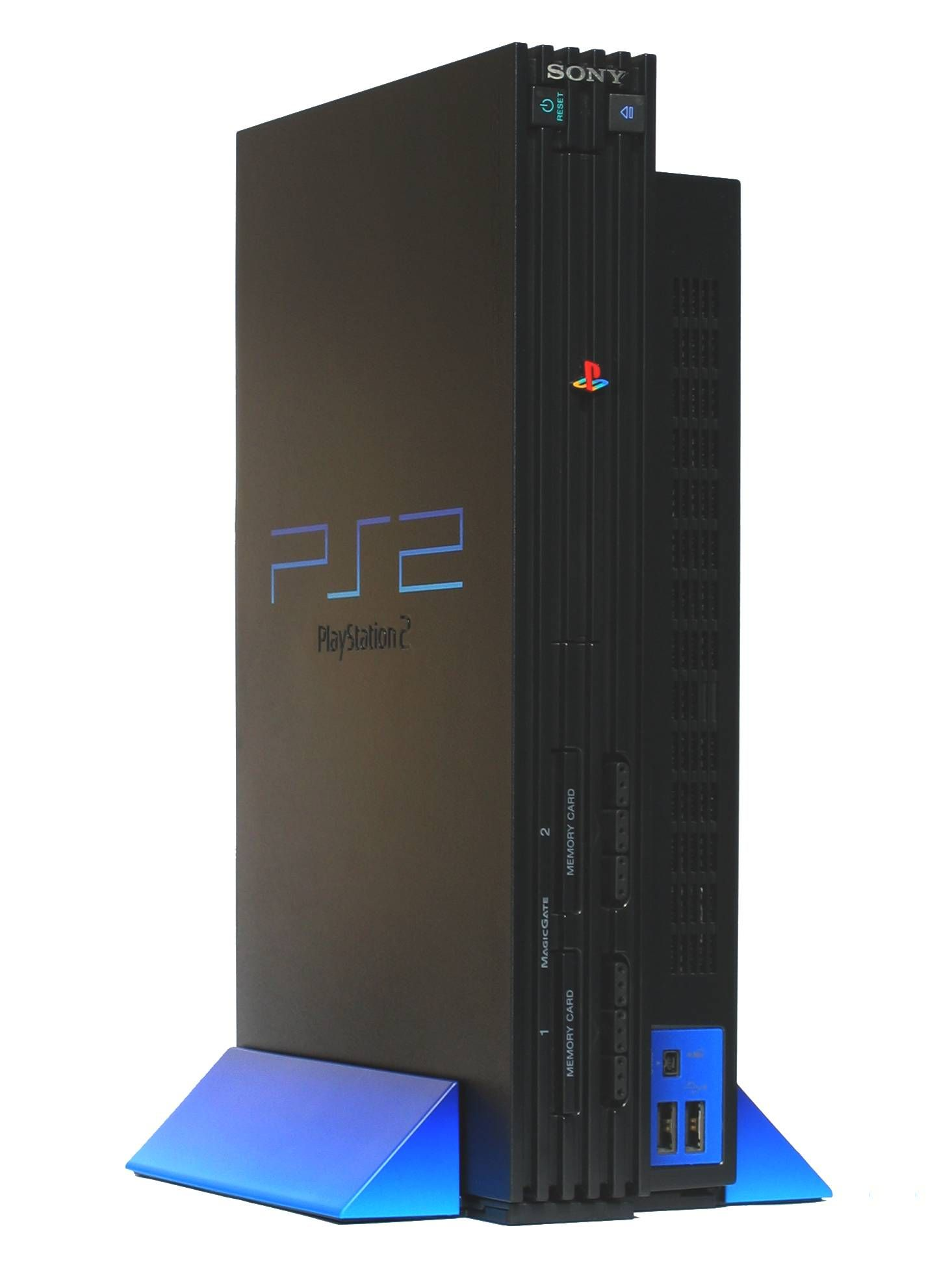
La PlayStation 2.

La PlayStation 2 (PS2) est une console de sixième génération lancée en 2000. Elle connut un succès encore plus fulgurant que son aînée, avec plus de 150 millions d'unités vendues à travers le monde, ce qui en fait la console de salon la plus vendue de l'histoire du jeu vidéo. La PlayStation 2 utilise le support DVD-ROM et fait office de lecteur de DVD. Réputée difficile à programmer, la PlayStation 2 propose pourtant une vaste ludothèque. Une version compacte de la PS2 est sortie en 2004.
La PSX est un enregistreur vidéo numérique et centre multimédia élaboré par Sony, pouvant faire office de console de jeux vidéo basée sur la PlayStation 2.
Le centre multimédia peut se connecter à la PSP. Commercialisé en décembre 2003 au Japon, il s'agit d'un système multimédia haut de gamme qui n'est pas issu de Sony Interactive Entertainment. Ses ventes sont restées confidentielles et le système n'a pas été commercialisé en dehors de l'archipel nippon.

### PlayStation 3

La PlayStation 3.

La PlayStation 3 (PS3) est une console de septième génération lancée en 2006 au Japon et en Amérique du Nord, puis en 2007 en Europe. Conçu comme un système de divertissement numérique, c'est le premier système à être équipé en série du lecteur haute définition Blu-ray, elle possède aussi un disque dur. Elle possède de nombreuses autres caractéristiques, telles que la possibilité de lire de multiples formats vidéo et musicaux et permet aussi une visualisation de photographies transférées au préalable. Elle est compatible avec les jeux PlayStation et pour le modèle 60 GB avec les jeux PlayStation 2. Elle propose un service en ligne, le PlayStation Network, plus étoffé que son aînée. Réputée difficile à programmer, la PS3 intègre le processeur central Cell et le processeur graphique RSX.
Cette console connaîtra des débuts difficiles dans sa commercialisation et restera longtemps moins vendue que ses deux concurrentes (Wii et Xbox 360). Néanmoins son succès grandissant au fil des années (grâce à des baisses de prix et l'arrivée de nouvelles exclusivités) lui permettra de finalement se vendre à plus de 80 millions d'exemplaires et d'ainsi dépasser sa rivale de chez Microsoft

### PlayStation 4

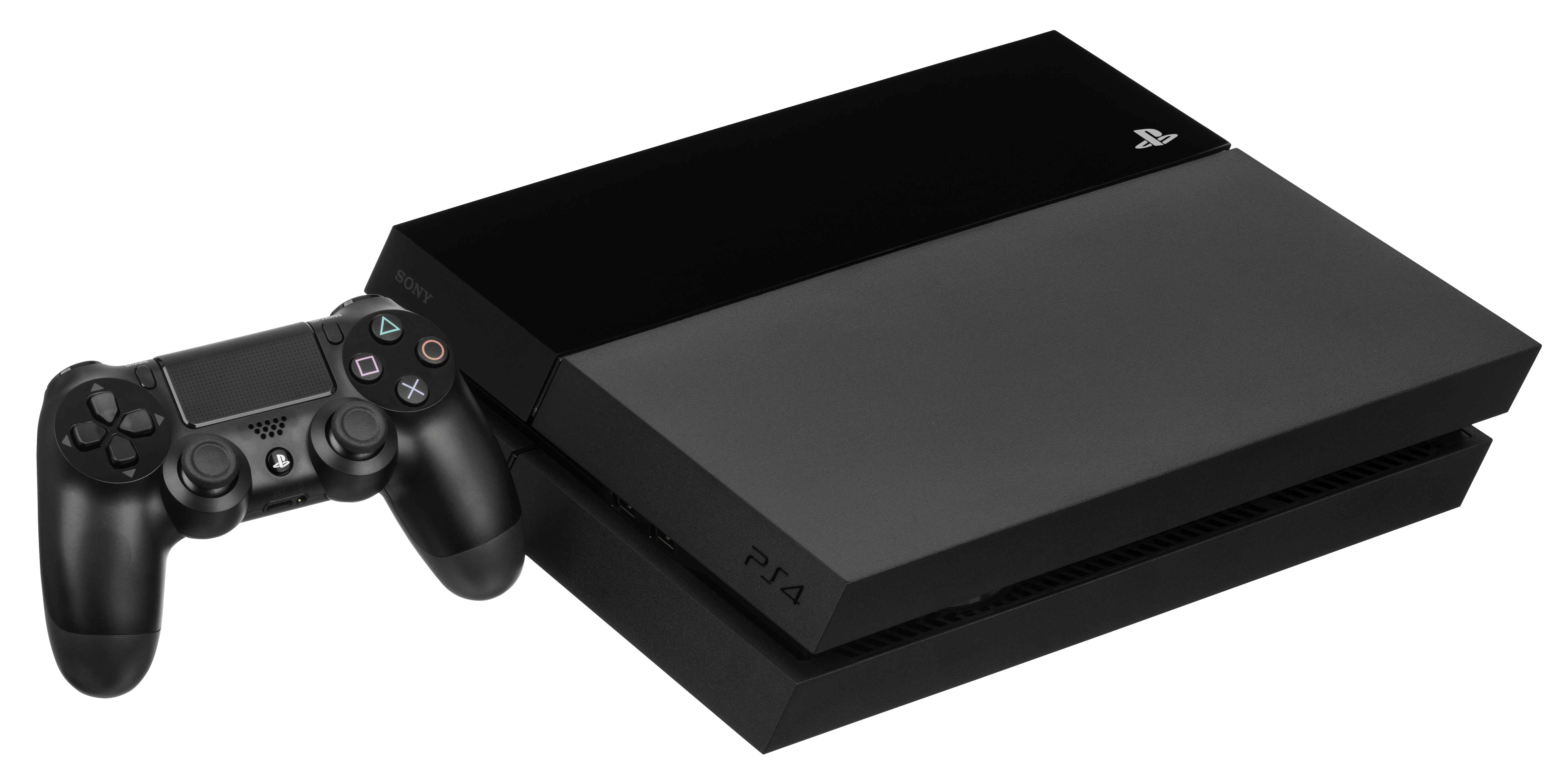
La PlayStation 4.

La PlayStation 4 (PS4) est une console de huitième génération annoncée le 20 février 2013 et présentée à l'E3 2013. La console a été lancée le 15 novembre aux États-Unis et le 29 novembre en Europe. Elle est conçue sur la base des générations PlayStation précédentes, proposant un véritable centre de divertissement numérique (Jeux/Blu-Ray/Films/3D/Musiques) toujours équipée d'un lecteur Blu-Ray et d'un disque dur. Contrairement à son aînée, elle est connue auprès des développeurs comme la console la plus simple à programmer de sa génération. L'accent est misé sur la puissance et la fiabilité de la console ainsi que sur sa nouvelle manette, la DualShock 4, qui signe une réelle différence par rapport aux manettes des générations précédentes.
C'est la console la plus vendue en précommande et Day-One de tous les temps avec un score de 1 million de ventes en 24 heures aux États-Unis et au Canada seulement, étant lancées plus tard dans les pays européens et asiatiques, réussissant d'entrée de jeu à dépasser sa rivale principale, la Xbox One.[réf. nécessaire]

### PlayStation 5

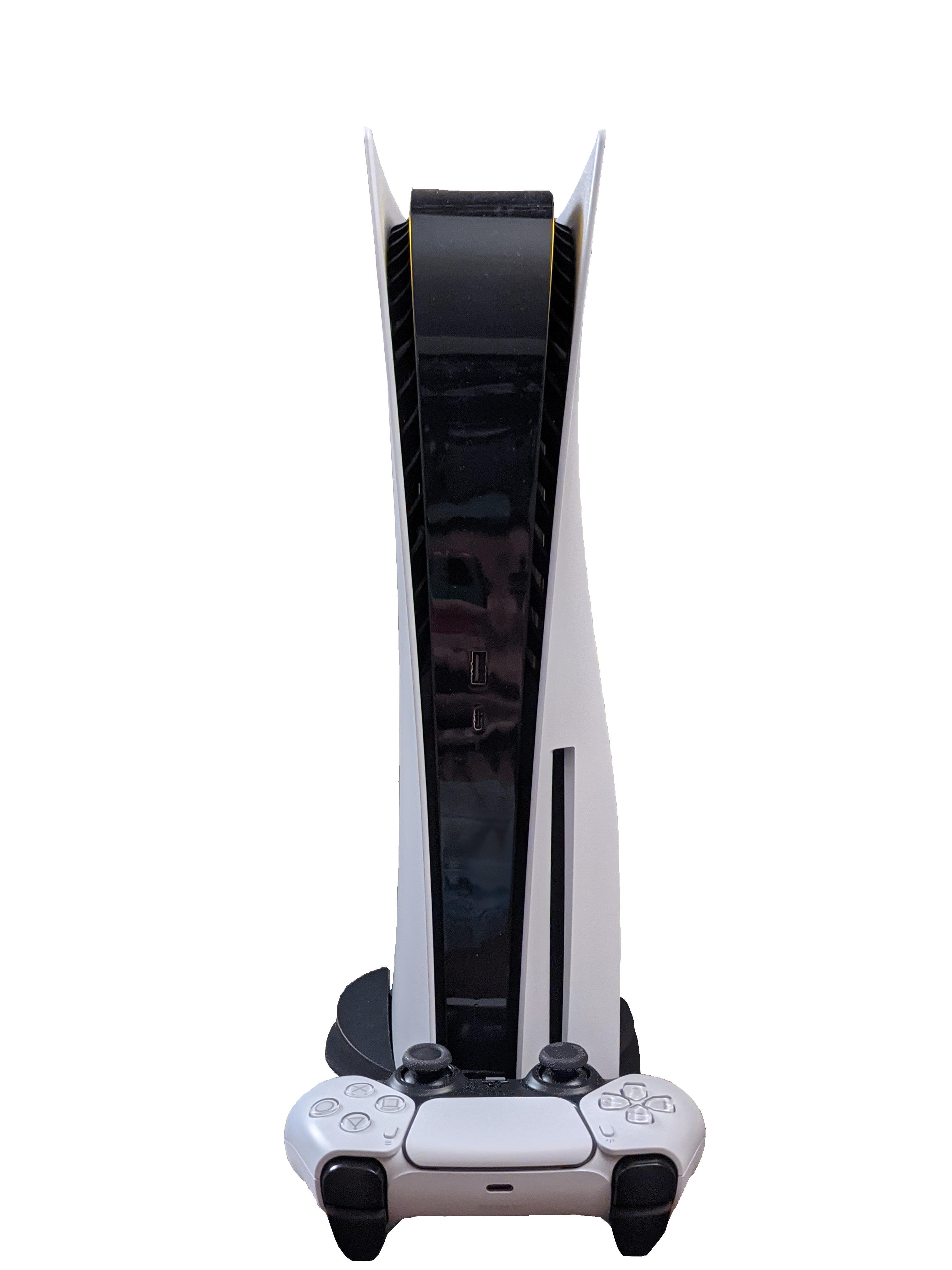
La PlayStation 5.

La PlayStation 5 (PS5) est une console de neuvième génération annoncée le 8 octobre 2019. La console a, en réalité, été annoncée en avril 2019 par des ingénieurs de Sony dans le magazine Wired et sur Twitter. À l'issue du développement de cette console, les ingénieurs de Sony ont créé une toute nouvelle technologie de disques Blu-Ray permettant le stockage de 100 Go d'informations et compatible avec la 4K. Un lecteur physique de disque est, par conséquent, présent dans la console. Cette dernière propose nativement la 4K. Sony annonce que l'interface utilisateur a été totalement revue et repose désormais sur des informations en temps direct.
La manette officielle DualSense est entièrement dévoilée le même jour sur le site officiel de PlayStation. Elle possède des moteurs haptiques améliorés, vibrant de manière différente en fonction de l'action que le joueur exécute, et de la texture sur lequel le personnage se trouve ou effectue son action. De plus, les gâchettes L2/R2 ont été totalement revues et sont désormais « adaptatives » ; cela signifie qu'elles possèdent une force programmable par les développeurs pour encore plus d'immersion. Par exemple, lorsqu'un arc est bandé, la gâchette correspondante force de plus en plus. Le haut-parleur présent dans la DualShock 4 est également présent dans cette nouvelle manette, mais il a été amélioré.

## Consoles portables

### PocketStation

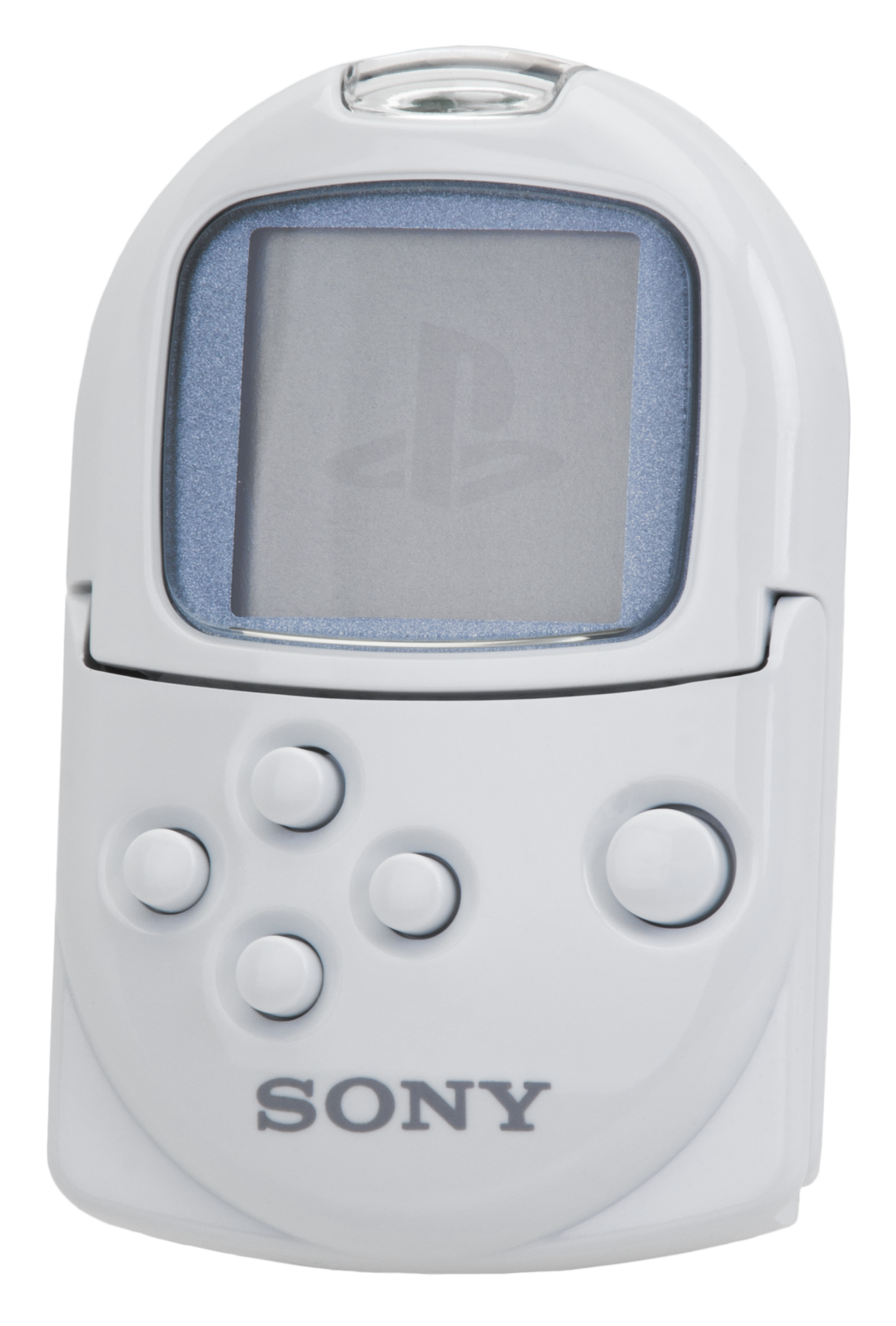
PocketStation.

La PocketStation est une console de jeux vidéo miniature mise en vente en décembre 1998, seulement au Japon. Elle fait office d'accessoire pour la PlayStation, à l'instar de la VMU de Sega pour la Dreamcast. Les jeux compatibles peuvent être téléchargés sur l'appareil une fois connecté à la fente de carte mémoire de console (mais aussi aux bases infrarouges situées dans plusieurs magasins de jeux vidéo). Le multijoueur était possible grâce à une connexion infrarouge. Le logiciel Tamagotchi était disponible pour le téléchargement dans les magasins de jeux vidéo.

### PlayStation Portable

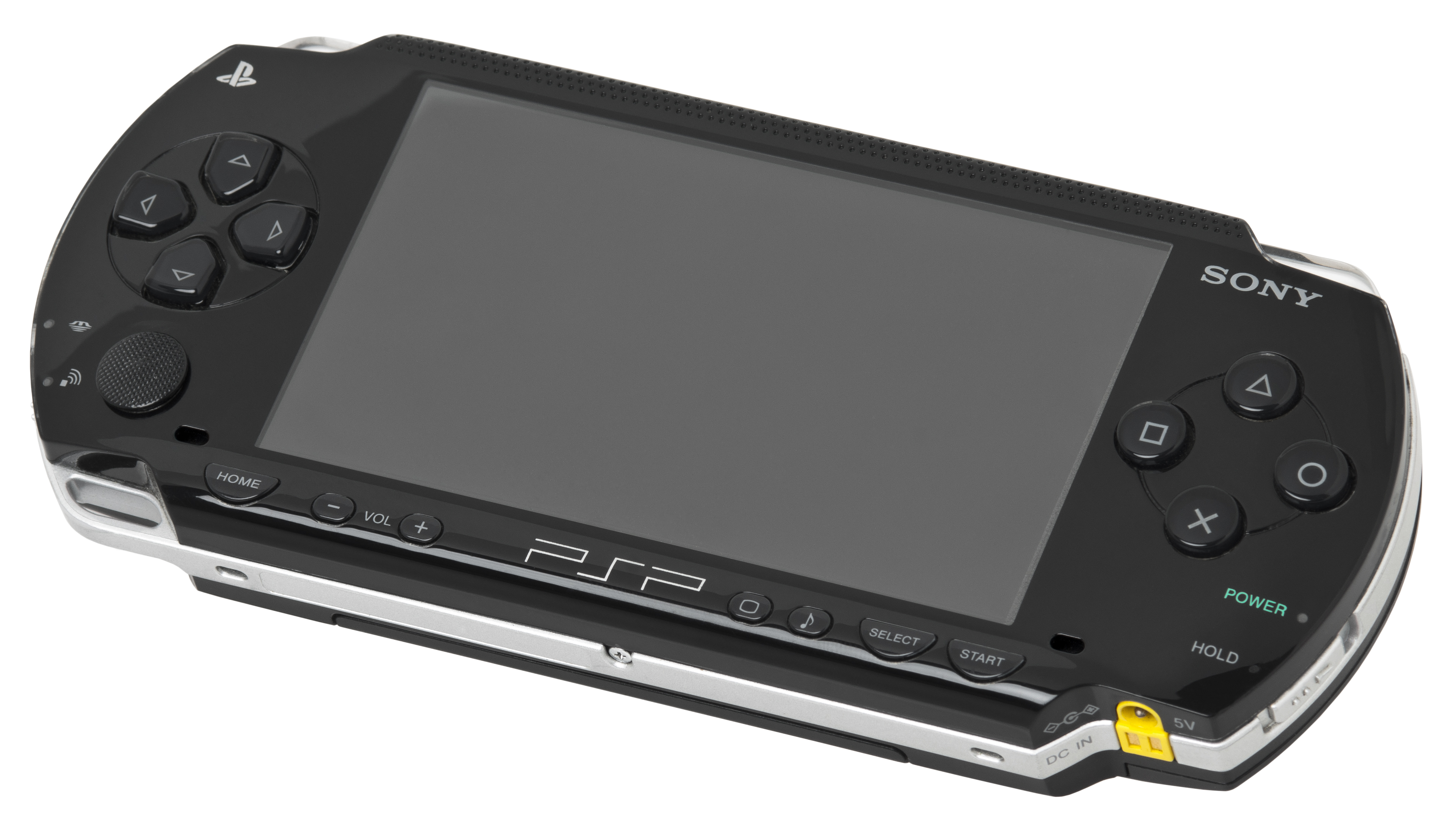
PlayStation Portable

Après ses différents succès sur le marché des consoles de salon, Sony a décidé de se lancer sur le marché des consoles portables avec la PlayStation Portable, ou PSP. La console fut dévoilée en mai 2004 à l'occasion de l'Electronic Entertainment Expo et fut lancée en 2004 au Japon et en 2005 en Amérique du Nord et en Europe. La PlayStation Portable est conçue comme une plate-forme de divertissement portable permettant de jouer, mais aussi de lire des vidéos, d'écouter de la musique, visualiser des photos numériques ou encore naviguer sur internet. À la place des traditionnelles cartouches, la PSP emploie un format propriétaire appelé Universal Media Disc (UMD). L'appareil est aussi compatible avec les Memory Stick, des cartes mémoires qui permettent de sauvegarder et transférer le contenu multimédia entre la PSP et d'autres appareils numériques. La PlayStation Portable est également compatible avec la PlayStation 3.

### PlayStation Vita

PlayStation Vita

La PlayStation Vita est une console portable de Sony qui est commercialisée à la fin de l'année 2011 au Japon et en février 2012 en Europe. Elle est dotée d'un écran tactile 5" OLED, de deux joysticks, d'un pavé tactile à l'arrière et d'un système Wi-Fi, et ou 3G/GPS.

## Linux
En 2002, Sony a commercialisé son premier système d'exploitation pour une console de jeux vidéo, à la suite de l'expérience acquise avec le Net Yaroze. Le kit transforme la PlayStation 2 en un ordinateur à part entière fonctionnant sous Linux. Le mélange de matériel et de logiciel coûte environ 175 dollars canadiens au lancement.
La PlayStation 3 peut recevoir le système d'exploitation Linux via la distribution Yellow Dog Linux, disponible en téléchargement dans sa version 5.0. Il est prévu que d'autres distributions telles que Ubuntu, Fedora ou Debian soient proposées en version compatible PS3. Depuis le 1er avril 2010, la mise à jour 3.21, la fonction other-os est retirée des consoles modèles FAT (les modèles slim étant déjà amputés de cette fonction).
Le système d'exploitation de la PSP fonctionne avec un système Linux embarqué personnalisé[réf. nécessaire]. En novembre 2005, Sony a créé l'Alliance Linux avec IBM et Philips.

## Jeux vidéo
Sony Interactive Entertainment développe et/ou édite de nombreux jeux vidéo dans quasiment tous les genres existants ; soit par le biais de studios de développement internes, soit au gré d'association avec des studios indépendants. Parmi les créateurs de jeux les plus connus travaillant pour la firme, il y a Kazunori Yamauchi, Fumito Ueda, David Jaffe ou encore Keiichiro Toyama.

### Principales franchises
Les franchises Gran Turismo, God of War, Uncharted et The Last of Us font partie des plus importants succès populaires de la compagnie, les franchises Shadow of the Colossus, Horizon Zero Dawn, Ghost of Tsushima et Returnal comptent parmi les plus jolies réussites critiques.
La liste des principales franchises listées ci-dessous tient compte des studios acquis par Sony / Playstation comme Naughty Dog, Insomniac Games, Guerrilla Games, Sucker Punch Productions, Bungie Studios, Housemarque, Team Asobi et Bend Studio mais uniquement après les dates de rachats :
- 1995 - Wipeout
- 1997 - Alundra
- 1997 - Gran Turismo
- 1997 - Everybody's Golf
- 1998 - MediEvil
- 1999 - Ape Escape
- 2000 - Toutes les franchises de Bend Studio.
- 2001 - Toutes les franchises de Naughty Dog *.
- 2001 - Ico
- 2001 - Kinetica
- 2005 - Toutes les franchises de Guerrilla Games.
- 2005 - God of War
- 2005 - Shadow of the Colossus
- 2006 - LocoRoco
- 2006 - PaRappa the Rapper
- 2006 - MLB The Show
- 2007 - Uncharted
- 2008 - LittleBigPlanet
- 2009 - Demon's Souls
- 2009 - Fat Princess
- 2009 - Flower
- 2009 - EyePet
- 2009 - Invizimals
- 2011 - Toutes les franchises de Sucker Punch Productions.
- 2011 - PlayStation Move Heroes
- 2012 - PlayStation All-Stars Battle Royale
- 2012 - Gravity Rush
- 2012 - Journey
- 2013 - The Last of Us
- 2013 - Knack
- 2013 - Rain
- 2014 - PlayStation Vita Pets
- 2015 - The Order: 1886
- 2015 - Until Dawn
- 2015 - Bloodborne
- 2016 - The Last Guardian
- 2017 - Horizon
- 2019 - Days Gone
- 2019 - Blood & Truth
- 2019 - Concrete Genie
- 2019 - Toutes les franchises de Insomniac Games **.
- 2020 - Ghost of Tsushima
- 2021 - Toutes les franchises de Housemarque.
- 2021 - Toutes les franchises de Team Asobi.
- 2021 - Destruction AllStars
- 2021 - Returnal
- 2022 - Toutes les franchises de Bungie Studios ***.

- * Sauf la licence et les jeux vidéo Crash Bandicoot et CTR appartient à Activision Blizzard.
- ** Sauf la licence et les jeux vidéo Spyro appartient à Activision Blizzard.
- *** Sauf la licence et les jeux vidéo Halo appartient à Microsoft.

## Studio de développement
L'arrivée de Sony Computer Entertainment sur le marché s'accompagne d'une importante politique de création de studios de développement, comme avec Polyphony Digital en 1998, et de rachat, comme avec l'éditeur anglais Psygnosis en 1993.
À partir du 1er septembre 2005, l'ensemble des studios de développement de la compagnie sont regroupés derrière la bannière de SCE Worldwide Studios (SCE WWS). SCE WWS est responsable de la gestion créative, technique et stratégique de l'ensemble des développements logiciels du groupe. Ce choix stratégique a pour but de renforcer, coordonner et étendre les activités de développement, en maîtrisant davantage les coûts de développement et en accélérant le processus de création, notamment en partageant la technologie et les méthodes de production. Au total, SCE WWS comprend 2 500 salariés répartis sur une quinzaine de sites différents, principalement au Japon, aux États-Unis, au Royaume-Uni et aux Pays-Bas. SCE WWS est présidé par Phil Harrison jusqu'à sa démission en février 2008. Kazuo Hirai lui succède à titre temporaire avant d'être remplacé par Shuhei Yoshida, autre vétéran de chez SCEA,.
Le 7 mai 2025, le studio teamLFG, fondé par des anciens développeurs de Bungie, rejoint Sony Interactive Entertainment. Le studio veut se focaliser sur le développement de jeux multijoueur,,.

### Studios internes
| Nom                      | Emplacement                       | Fondé | Acquis | Notes                                                                |
| ------------------------ | --------------------------------- | ----- | ------ | -------------------------------------------------------------------- |
| Bend Studio              | Bend (Oregon), États-Unis         | 1993  | 2000   | Développeur de Syphon Filter et Days Gone.                           |
| Bluepoint Games          | Austin (Texas), États-Unis        | 2006  | 2021   | Développeur des remakes de Shadow of the Colossus et Demon's Souls.  |
| Fabrik Games             | Manchester, Angleterre            | 2014  | 2021   | Studio de support de Firesprite.                                     |
| Firesprite               | Liverpool, Angleterre             | 2012  | 2021   | Co-développeur d'Horizon Call of the Mountain.                       |
| Guerrilla Games          | Amsterdam, Pays-Bas               | 2000  | 2005   | Développeur d'Horizon Zero Dawn et Killzone.                         |
| Haven Studios            | Montréal, Québec                  | 2021  | 2022   | Nouveau jeu multijoueur.                                             |
| Housemarque              | Helsinki, Finlande                | 1995  | 2021   | Développeurs de Returnal, Super Stardust HD, Dead Nation et Resogun. |
| Insomniac Games          | Burbank (Californie), États-Unis  | 1994  | 2019   | Développeur de Marvel's Spider-Man, Ratchet & Clank et Resistance.   |
| SIE London Studio        | Londres, Angleterre               | 1993  | -      | Développeur de Blood & Truth.                                        |
| Media Molecule           | Guildford, Angleterre             | 2006  | 2010   | Développeur de Dreams et Little Big Planet.                          |
| Naughty Dog              | Santa Monica, États-Unis          | 1984  | 2001   | Développeur de Jak and Daxter, Uncharted et The Last of Us.          |
| Nixxes Software          | Utrecht, Pays-Bas                 | 1999  | 2021   | Studio spécialisé dans les portages sur PC.                          |
| Polyphony Digital        | Tokyo, Japon                      | 1998  | -      | Développeur de la série Gran Turismo.                                |
| SIE San Diego Studio     | San Diego, États-Unis             | 2001  | -      | Développeur de la série MLB The Show.                                |
| Santa Monica Studio      | Los Angeles, États-Unis           | 1999  | -      | Développeur de la série God of War.                                  |
| Sucker Punch Productions | Bellevue (Washington), États-Unis | 1997  | 2011   | Développeur de Sly Cooper, inFamous et Ghost of Tsushima.            |
| Team Asobi               | Tokyo, Japon                      | 2012  | 2021   | Développeur d’Astro Bot Rescue Mission et d’Astro's Playroom.        |
| teamLFG                  | Bellevue (Washington), États-Unis | -     | 2025   | Développeur d'un futur jeu d'action en équipe de type MOBA,          |
| Valkyrie Entertainment   | Seattle (Washington), États-Unis  | 2002  | 2021   | Studio de support.                                                   |

### Anciens studios internes
| Nom                                          | Emplacement                          | Fondé | Acquis | Cédé | Sort                   |
| -------------------------------------------- | ------------------------------------ | ----- | ------ | ---- | ---------------------- |
| Manchester Studio                            | Manchester, Angleterre               | 2015  | -      | 2020 | Fermé                  |
| Bigbig Studios                               | Royal Leamington Spa, Angleterre     | 2001  | 2007   | 2012 | Fermé                  |
| Camden Studio                                | Camden Town, Angleterre              | 1998  | -      | 2002 | Fusionné               |
| Evolution Studios                            | Runcorn, Angleterre                  | 1999  | 2007   | 2016 | Fermé                  |
| Guerrilla Cambridge                          | Cambridge, États-Unis                | 1997  | -      | 2017 | Fermé                  |
| Incognito Entertainment                      | Salt Lake City, États-Unis           | 1999  | 2002   | 2009 | Fermé                  |
| Liverpool Studio                             | Liverpool, Angleterre                | 1984  | 1993   | 2012 | Fermé                  |
| Pixelopus                                    | San Mateo, États-Unis                | 2014  | -      | 2023 | Fermé                  |
| Sony Online Entertainment                    | San Diego, États-Unis                | 1995  | -      | 2015 | Vendu                  |
| Zipper Interactive                           | Redmond (Washington), États-Unis     | 1995  | 2006   | 2012 | Fermé                  |
| SIE Japan Studio                             | Tokyo, Japon                         | 1993  | -      | 2021 | Absorbé par Team Asobi |
| Firewalk Studios                             | Bellevue (Washington), États-Unis    | 2018  | 2023   | 2024 | Fermé                  |
| Neon Koi (anciennement Savage Games Studios) | Berlin, Allemagne Helsinki, Finlande | 2020  | 2022   | 2024 | Fermé                  |

### Autres divisions

#### ICE Team
Naughty Dog héberge l’équipe ICE, l’un des groupes technologiques centraux de Sony dans le monde des studios. Le terme ICE signifie à l'origine Initiative for a Common Engine qui décrit l'objectif initial du groupe. L'ICE se concentre sur la création de technologies graphiques de base pour les exclusivités de Sony, y compris les composants du moteur jeu à faible niveau, le traitement des pipelines graphiques, des outils de soutien et de profilage graphiques et des outils de débogage. L’équipe ICE soutient également des Développeurs tiers avec une suite de composants de moteur et un outil d’analyse graphique, de profilage et de débogage pour RSX. Les deux permettent aux développeurs d’optimiser les performances du matériel PlayStation.

#### XDev
SIE XDev Europe, créé en 2000 et basé à Liverpool, en Angleterre collabore avec des studios de développement indépendants en Europe et dans d’autres territoires PAL pour publier du contenu sur des plates-formes PlayStation du monde entier. XDev a aidé à créer et à publier des titres tels que Little Big Planet, Buzz!, MotorStorm, Invizimals, Super Stardust HD, Tearaway et Resogun. Les partenaires incluent des développeurs indépendants tels que Magenta Software et Novarama ainsi que des filiales de SCE telles que Housemarque, Media Molecule et Guerrilla Games. En plus de financer des projets, XDev offre un soutien complet à la production, à la gestion de projet et à la conception de jeux. Les titres sont également pris en charge avec la gestion de communauté, la production en ligne et des installations de gestion dédiées à la sous-traitance. XDev travaille directement avec les équipes de marketing et de relations publiques de tous les territoires de Sony pour promouvoir et publier des jeux dans le monde entier.

### Studios associés
- Amérique du Nord
  - IllFonic
  - Other Ocean Interactive
  - Ready at Dawn
- Asie
  - Clap Hanz
  - Kojima Productions
  - Nanaon-sha
- Europe
  - Magenta Software
  - Novarama

### Prise de capitaux dans des entreprises
- Square Enix : 8,25 %[45] (2001-2014)

## Studio de production cinématographique
Sony Interactive Entertainment a annoncé officiellement la création d'une nouvelle filiale nommée PlayStation Productions dont l'unique rôle sera de concevoir des adaptations cinématographiques en films ou séries TV des plus grandes franchises à succès de l'univers PlayStation. Dirigé par Asad Qizilbash sous la supervision de Shawn Layden le président des Worldwide Studios chez SIE, le studio aurait déjà commencé à travailler sur plusieurs projets au sein des infrastructures de Sony Pictures à Culver City en Californie.

## Communication

### Activité de lobbying auprès des institutions de l'Union européenne
Sony Interactive Entertainment est représenté par un cabinet spécialisé, inscrit depuis 2008 au registre de transparence des représentants d'intérêts auprès de la Commission européenne. Il déclare percevoir de son client en 2015, pour cette activité, des honoraires d'un montant compris entre 50 000 et 100 000 euros.

## Galerie photo

Logo de Sony Computer Entertainment jusqu'au 31 mars 2016.
Logo de la PlayStation
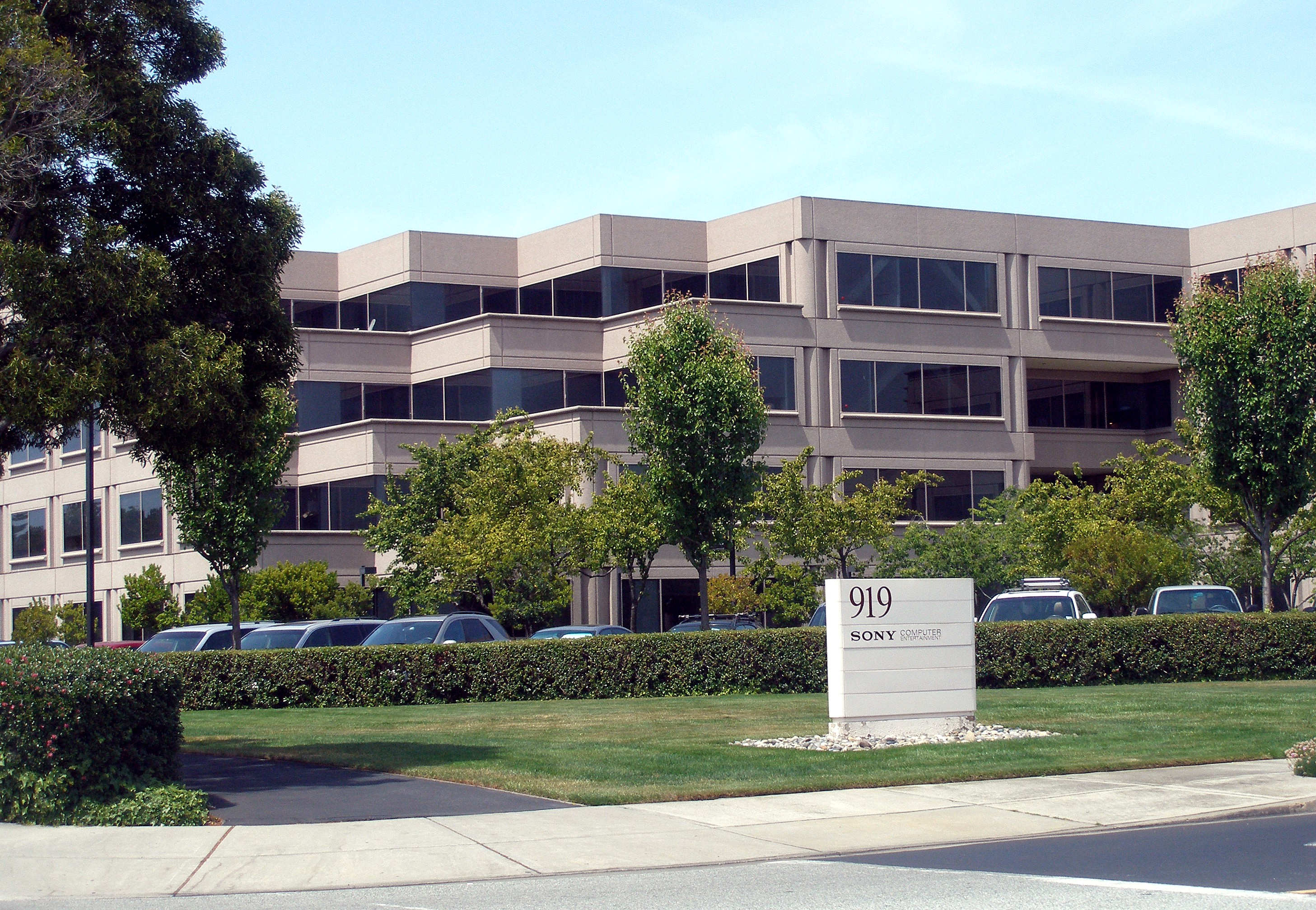
Siège de Sony Interactive Entertainment à Foster City en Californie
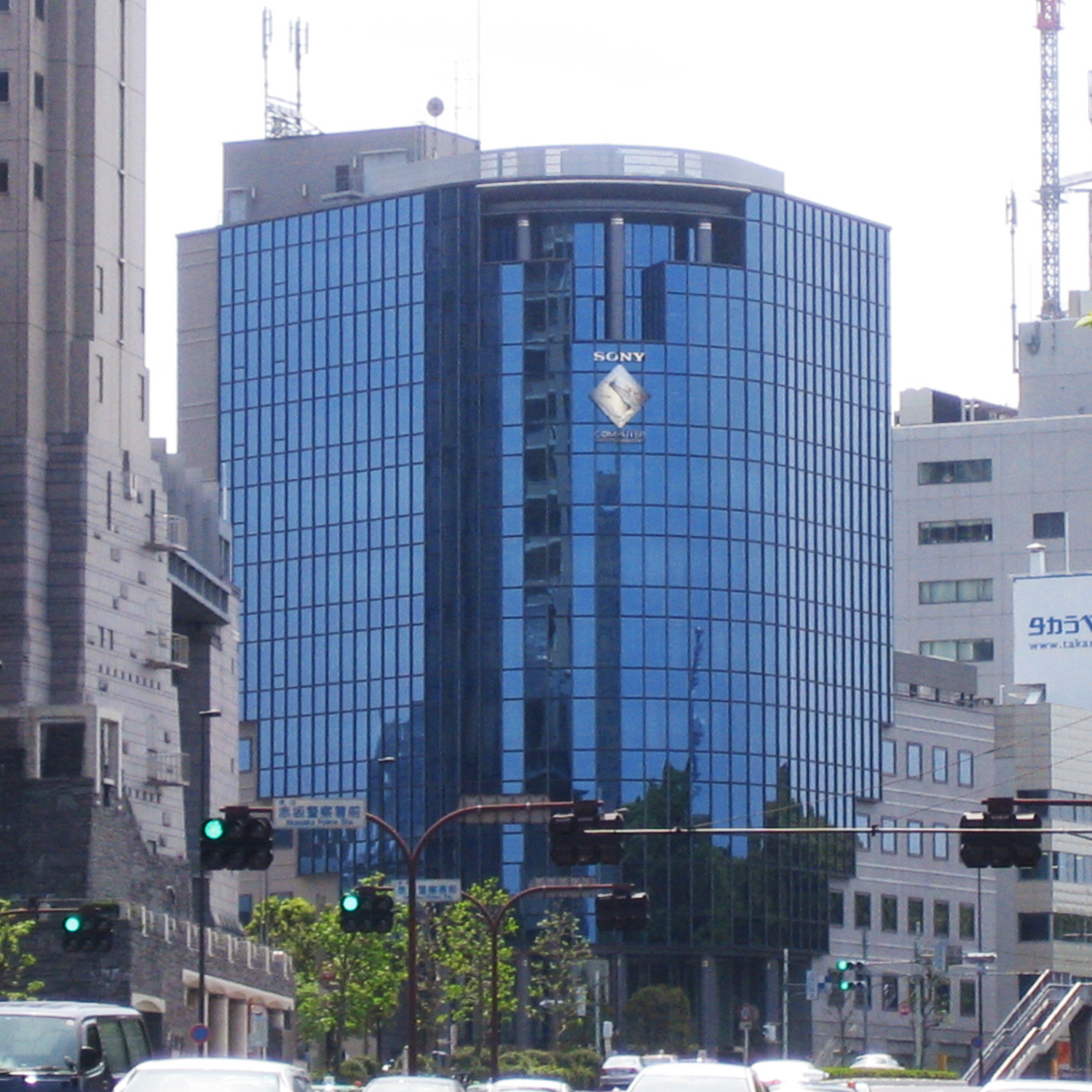
Ancien siège de Sony Computer Entertainment à Tokyo.